# Kirnu
Kirnu im Freizeitpark Linnanmäki (Helsinki, Uusimaa, Finnland) ist eine Stahlachterbahn vom Modell Zac Spin des Herstellers Intamin, die am 27. April 2007 eröffnet wurde. Sie befindet sich zwischen Vekkula (dem Spaßhaus) und der Showbühne des Parks.
Sie war die erste von mittlerweile fünf existierenden Zac-Spin-Achterbahnen weltweit. Eine baugleiche Anlage wurde am 21. Juli 2007 im spanischen Freizeitpark Terra Mítica als Inferno eröffnet.
Das Zac-Spin-Modell ist die 4th-Dimension-Coaster-Version des Herstellers Intamin. Anders als bei den Modellen von Arrow Dynamics beziehungsweise S&S Power, werden die Überschläge der Sitze nicht kontrolliert durchgeführt. Die Sitze der Wagen überschlagen sich bei der bis zu 60 km/h schnellen Fahrt unkontrolliert, so dass, je nach Gewicht und Verteilung der Mitfahrer, jede Fahrt anders verläuft. Eine zu schnelle Drehung wird durch eingebaute Wirbelstrombremsen vermieden.
Die gesamte maximal 25 Meter hohe Schienenkonstruktion ist an nur vier tragenden Stützen aufgehängt. Dadurch und weil die nur 142 Meter lange Fahrstrecke keine horizontalen Kurven aufweist, benötigt die Anlage nur einen sehr geringen Platz von 12 × 25 Metern.
Anders als beim Prototyp des Zac-Spin kommen bei den beiden Anlagen keine linearen Synchronmotoren zum Einsatz, sondern ein hydraulisch angetriebener, vertikaler Kettenlift. Der Aufzug befördert die Wagen in ca. 29 Sekunden über den höchsten Punkt der Strecke. Die eigentliche Fahrt dauert nur etwa 13 Sekunden. Auf der kurvigen Strecke überschlagen sich die Mitfahrer mehrfach, bis die Wagen auf einer fast senkrechten Abfahrt vor der Station durch Wirbelstrombremsen abgebremst werden.

## Wagen
Kirnu besitzt drei Wagen mit jeweils etwa 3,5 Tonnen Gewicht. In jedem Wagen können acht Personen in zwei Reihen Platz nehmen.
Die Sitzreihen der Wagen überspannen die Schiene, wie bei einem Wing Coaster üblich. Somit sitzen zwei der vier Personen einer Reihe auf der einen Seite der Schiene, während die anderen beiden auf der anderen Seite der Schiene sitzen. Die zweite Sitzreihe sitzt Rücken an Rücken mit der ersten.